# جولیا مارتی
جولیا مارتی (انگلیسی: Julia Marty؛ زادهٔ ۱۶ آوریل ۱۹۸۸) بازیکن هاکی روی یخ اهل سوئیس است.